# 19584 Sarahgerin
19584 Sarahgerin è un asteroide della fascia principale. Scoperto nel 1999, presenta un'orbita caratterizzata da un semiasse maggiore pari a 2,6522886 UA e da un'eccentricità di 0,0506404, inclinata di 1,46223° rispetto all'eclittica.